# كيرستي كاليولايد

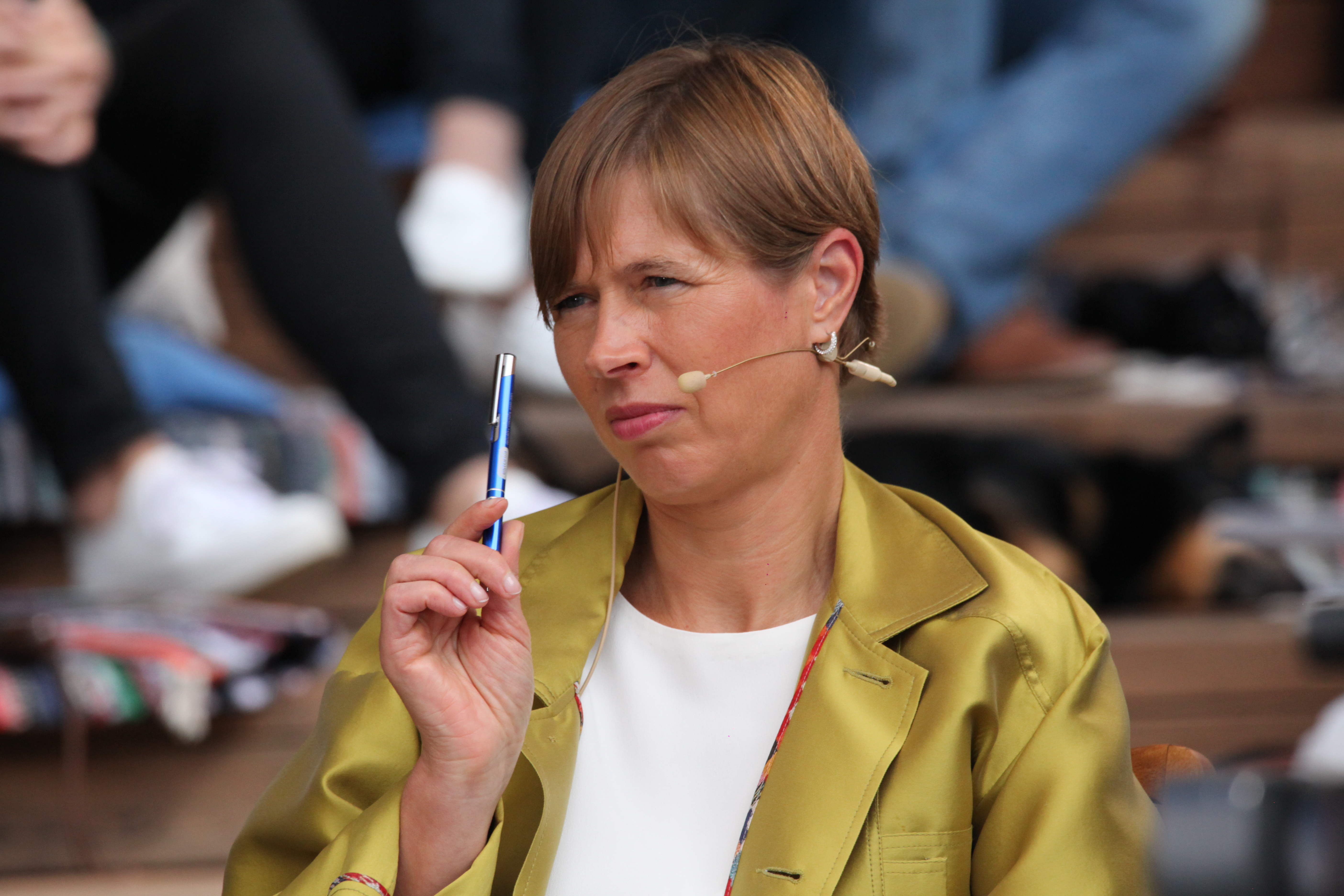
كيرستي كاليولايد (2021)

كيرستي كاليولايد (مواليد 30 كانون الأول\ديسمبر 1969 في تارتو إستونيا) هي خامس رئيس لجمهورية إستونيا، تولّت الرئاسة في 10 تشرين الأول (أكتوبر) 2016. وبذا تكون أول امرأة تتولى رئاسة إستونيا منذ أن أعلن استقلال البلاد عام 1918 والاستقلال الثاني عام 1991، فضلاً عن كونها أصغر رئيس منتخب، إذ كان عمرها 46 عاماً عندما تولت الرئاسة.
كانت كاليولايد مسؤولة حكومية سابقة، حيث كانت ممثلة إستونيا في محكمة المدققين الأوروبية منذ عام 2004. بعدة عدة جولات في انتخابات الرئاية الإستونية عام 2014 والتي انتهت بالفشل، تم ترشيحها من قبل غالبية الأحزاب البرلمانية كمرشحة مستقلة لمنصب الرئيس الخامس. فازت كيرستي بالانتخابات بنسبة 81 صوتاً ضد 17 امتناع.

## السيرة الذاتية
عام 1987، تخرجت كيرستي كاليولايد من مدرسة تالين الثانية رقم 44. أثناء دراستها في المدرسة، كانت عضوة في لجنة الطلاب العلمية وتخصصت في علم الطيور. عام 1992، تخرجت من جامعة تارتو cum laude as a biologist. عام 2001، تخرجت من جامعة تارو وحصلت على شهادة في إدارة الأعمال.
عامي 1996-1997، كانت مدير مبيعات في شركة إستي تيليفون المملوكة للدولة. عامي 1997-1998، عملت مديرة مشاريع في شركة Hoiupank وفي الفترة 1998-1999 عملت في بنك استثماري
في الأعوام من 1999 حتى 2002، عملت كيرستي كمستشارة اقتصادية لرئيس وزراء إستونيا مارت لار.
كانت غالباً ما تنشر أراء في الإعلام الإستوني مراعيةً وضع إستونيا في الاتحاد الأوروبي والمسائل الاقتصادية والاقتصادية. إضافة لذلك، كانت مشاركة منتظمة في برامج التحليل السياسي في راديو كوكو.
في الفترة 2001–2004، كانت عضوة في الحزب السياسي Pro Patria Union، وهو الحزب الذي سبق الحزب الحالي إيزاما, لكنها لم تخض الانتخابات.
في الفترة 2002–2004، أصبحت مديرة مصنع إيرو للطاقة،وهي شركة تابعة لشركة الطاقة المملوكة للدولة إستي إنيرجيا.
منذ أيار (مايو) 2011، كانت كيرستي ممثلة لإستونيا في محكمة المدققين الأوروبية.
منذ عام 2011، أصبحت رئيس مجلس إدارة جامعة تارتو.
في 19 أيلول(سبتمبر) 2016، صوّت مجلس مستشاري مراقبة التطوير المؤسَّس حديثاً في المكتب القضائي التابع للبرلمان الإستوني لصالح تولّي كيرستي منصب الرئاسة
بعد عدّة جولات فاشلة في الانتخابات الرئاسية الإستونية 2016 خلال شهري آب (أغسطس) وأيلول (سبتمبر)، قرر مجلس الشيوخ في البرلمان الإستوني الذي يضم ممثلين عن كل الأحزاب البرلمانية أن كيرستي هي المرشح المحتمل الوحيد للرئاسة. وقد تم اعتماد ذلك القرار رسمياً في 30 أيلول (سبتمبر) 2016. فازت كيرستي بالانتخابات بحصولها على 81 صوتاً مقابل 19 ممانع، لكن لم يصوّت أحد ضدها ، في حين أن الحزب البرلماني الوحيد الذي أعلن دعمه الكامل لها هو EKRE لكن عدد أصوات ممثليه في البرلمان كان 7 أصوات فقط.
كان الاعتراض الرئيسي الذي أُثير مراراً وتكراراً من قبل وسائل الإعلان خلال ترشحها ومن قبل السياسيين واستطلاعات الرأي العام هو أنها لم تكن معروفة نسبياً، مقارنة مع مشاركين آخرين شاركوا في الحملة. جابهت كيرستي الاعتراضات بإلقاء خطابٍ علني لها وخلال عدة لقاءات تواجدت فيها في أنحاء البلاد وزيارات عديدة لمناطق مختلفة وحديثها المباشر مع الناس.

## مواقف سياسية
تعرّف كيرستي نفسها على أنها ليبرالية محافظة، تدعم السياسات الاقتصادية المحافِظة، لكن لها وجهات نظر ليبرالية في المسائل الاجتماعية مثل حقوق المثليين والهجرة. كما أن لها طروحات في دعم المجتمع المدني بأقل تدخل من الدولة، كما أنها تولي أهمية كبرى لمساعدة المحتاجين.

## حياتها الشخصية
لكيرستي ابنة وابن من زواجها الأول، كما أنها جدّة.
أما زوجها الثاني فهو جورجي-رين ماكسيموفيسكي الذي تخرج من جامعة تالين للتكنولوجيا عام 1991. ولها منه ابنان.
كيرستي كاليولايد لها أخ غير شقيق، وهو السياسي عضو حزب الوسط الإستوني ريموند كاليولايد.

## روابط خارجية
- كيرستي كاليولايد على موقع مونزينجر (الألمانية)

## وصلات
- Estonia: Parlt parties voice support of Kaljulaid's candidacy BNS/The Baltic Times, 2016-09-28
- Kaljulaiu seadsid presidendikandidaadiks 90 riigikogu liiget